# جيمس بي. هويل
جيمس بي. هويل (بالإنجليزية: James B. Howell)‏ هو محامي وسياسي أمريكي، ولد في 4 يوليو 1816 في موريستاون في الولايات المتحدة، وتوفي في 17 يونيو 1880 في كيوكوك في الولايات المتحدة. حزبياً، نشط في الحزب الجمهوري. وقد انتخب عضو مجلس الشيوخ الأمريكي.